# Eremocharis afghana
Eremocharis afghana är en insektsart som beskrevs av Willy Adolf Theodor Ramme 1928. Eremocharis afghana ingår i släktet Eremocharis och familjen Pamphagidae.

## Underarter
Arten delas in i följande underarter:
- E. a. maior
- E. a. afghana